# Garcinia moulmeinensis
Garcinia moulmeinensis là một loài thực vật có hoa trong họ Bứa. Loài này được Pierre ex Vesque mô tả khoa học đầu tiên năm 1893.